# Tempio del popolo
Il Tempio del popolo (People's Temple) è stato un movimento laicale di volontariato, con connotazioni politiche socialiste e della chiesa dei Discepoli di Cristo. Venne fondato dal predicatore James Warren Jones, e terminato il 18 novembre 1978 con un suicidio-omicidio collettivo. I sopravvissuti del Tempio del Popolo furono 167, tra cui il figlio di Jones, Stephan.

## Storia

### La fondazione

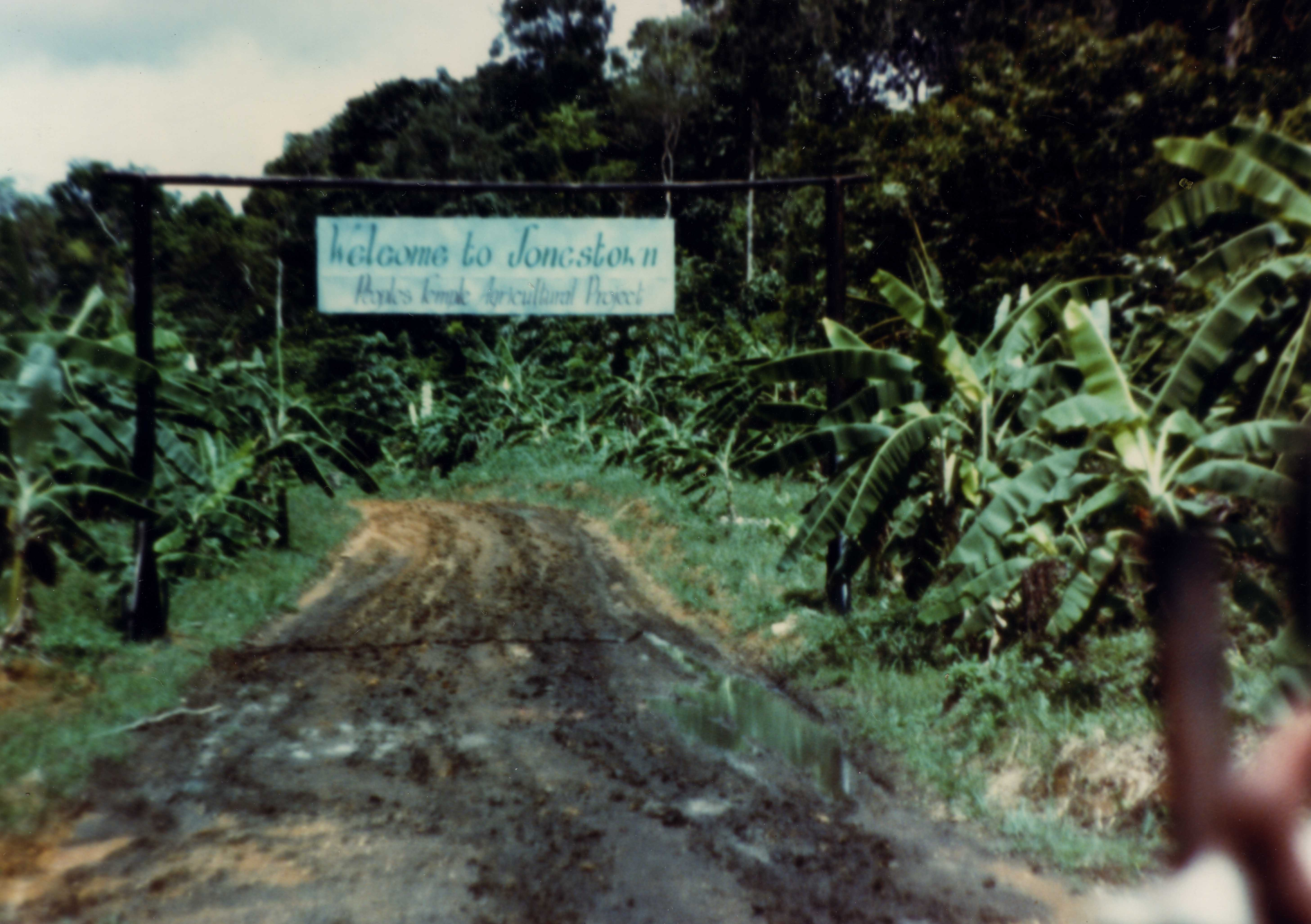
Cartello di benvenuto all'ingresso della comunità

Il movimento - che praticava una mescolanza tra gli insegnamenti di Cristo e il comunismo dottrinario stalinista - era stato fondato nel 1955, nello stato americano dell'Indiana, con il nome di Wings of Deliverance ("Ali della liberazione"). Mutato il nome in "Tempio del popolo", nel 1965, in seguito ad accuse di carattere politico mosse a Jones e ai suoi adepti di abusi sessuali, maltrattamenti sui minori e frode fiscale relative alle attività presso Indianapolis, si era trasferito in California con 70 membri (prima a Redwood Valley, presso Ukiah, quindi in una sinagoga abbandonata a Fillmore, quartiere di San Francisco). I membri venivano invitati a vivere in comune, con seguaci raccolti principalmente tra gli emarginati e le minoranze etniche.
Per incrementare il proprio potere, Jim Jones si servì dell'appoggio elettorale dato al Partito Democratico e appoggiò l'elezione a sindaco di San Francisco di George Moscone, eletto nel 1976, di cui il capo del movimento divenne "commissario degli alloggi" (carica equiparabile a quella di un assessore).

### Il trasferimento in Guyana e la fondazione di "Jonestown"

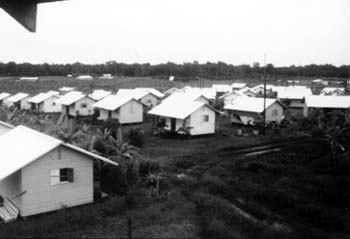
Abitazioni a Jonestown

A seguito delle accuse, Jones stava pensando di lasciare gli USA e, dopo essersi accordato col governo della Guyana, ottenne la concessione nel 1974 dal governo della Guyana di alcuni lotti di terreno in un territorio al confine con il Venezuela.
Nell'estate del 1977, insieme a circa un migliaio di adepti si trasferì nella giungla della Guyana, fondando un insediamento abitato chiamato Jonestown, definita dal leader del movimento una "terra promessa".
Jones aveva concepito l'idea di creare in questo paese sudamericano una comunità utopistica socialista, dove la fratellanza e la tolleranza avrebbero avuto la meglio sul materialismo e sul razzismo da lui detestato negli Stati Uniti. L'idea era quindi quella di trasformare questa comunità in un paradiso in terra: i membri venivano indottrinati con linguaggio millenaristico e tecniche di lavaggio del cervello.
Tuttavia iniziarono anche i primi malumori all'interno dell'insediamento e diversi individui manifestarono la volontà di andarsene. Coloro che tentavano la fuga dalla comune venivano definiti disertori e puniti severamente da un’organizzazione di polizia interna. Inoltre la fitta giungla rendeva difficile abbandonare la comunità.

### L'omicidio Ryan e il suicidio di massa

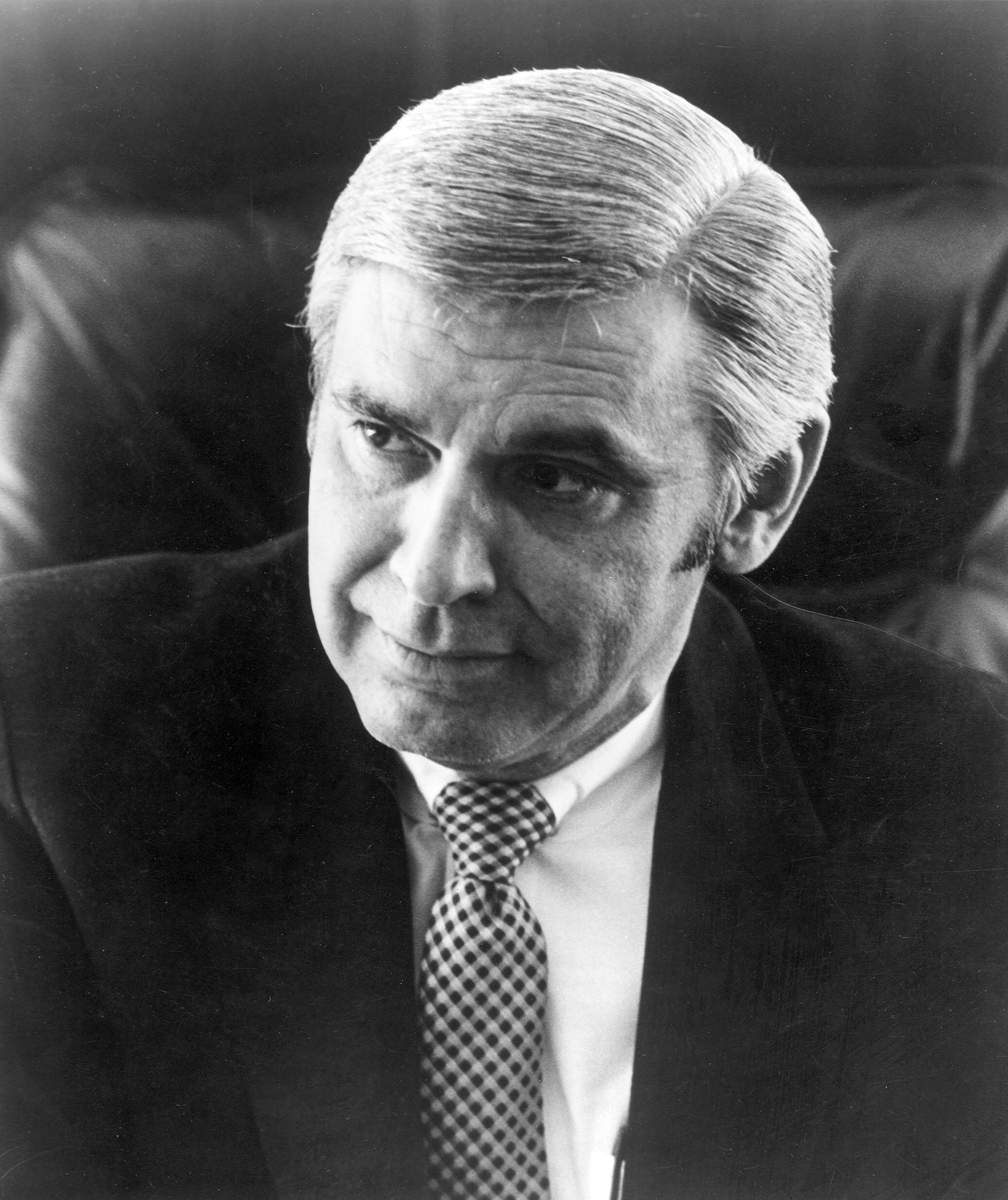
Leo Ryan

In seguito alle rivendicazioni delle famiglie di alcuni membri, che ritenevano i loro parenti trattenuti al campo contro la loro volontà, fu dato corso a un'indagine che coinvolse il Congresso degli Stati Uniti: il 17 novembre 1978 si recò al Tempio una delegazione guidata dal deputato Leo Ryan, accompagnato da giornalisti e da familiari dei membri del movimento. Al momento della partenza, sulla pista di decollo nella vicina Port Kaituma, il servizio di sicurezza del movimento sparò sui membri della delegazione, uccidendone cinque, tra cui il deputato Leo Ryan.
Jim Jones, venuto a conoscenza dell'attacco, convocò un'assemblea generale, che fu registrata in un nastro, in cui avanzò la richiesta ai membri del movimento di effettuare un "suicidio di massa per la gloria del socialismo". La maggior parte degli adepti si suicidò ingerendo del cianuro diluito in una bevanda aromatizzata con del Flavor Aid al sapore di uva (una bevanda simile al Kool-Aid), mentre pochi altri, tra cui lo stesso Jim Jones e sua moglie, si suicidarono con una revolverata. Chi invece non accettò la decisione fu abbattuto a colpi di arma da fuoco. Complessivamente si contarono 909 morti, tra suicidi, infanticidi e omicidi.

## Le testimonianze sull'eccidio
Il livello di fanatismo estremo può forse spiegare l'adesione della comunità al suicidio collettivo, una decisione a cui si associarono anche alcuni adepti non presenti in quel momento a Jonestown. Esistono svariate testimonianze provenienti dai pochi superstiti che riferirono di madri che avvelenarono volontariamente, e talvolta spontaneamente, i propri figli. Inoltre, parrebbe che Jim Jones, nell'ultima drammatica assemblea, non fosse stato nemmeno il primo a proporre un suicidio di massa, idea che circolava già da diversi mesi nella comunità, e che era condivisa da molti degli oratori che parlarono quel giorno.
I sopravvissuti descrivono Jonestown come un misto di prigione e bucolica isola di felicità e di riuscita integrazione razziale. Le diserzioni erano comunque pochissime non solo per la repressione operata contro i disertori, ma perché le persone vivevano in uno stato di mobilitazione permanente in una vita completamente comunitaria, in cui difficilmente sviluppavano il desiderio di andarsene.